# Geissorhiza fourcadei
Geissorhiza fourcadei är en irisväxtart som först beskrevs av Harriet Margaret Louisa Bolus, och fick sitt nu gällande namn av Gwendoline Joyce Lewis. Geissorhiza fourcadei ingår i släktet Geissorhiza och familjen irisväxter. Inga underarter finns listade i Catalogue of Life.